# Zatoka Oleniocka
Zatoka Oleniocka (ros. Оленёкский залив, jak. Өлөөн хомото) – zatoka Morza Łaptiewów, położona u ujścia rzeki Oleniok, na zachód od delty Leny. Ma 65 km długości, około 130 km szerokości i do 15 m głębokości. Od połowy października do czerwca jest pokryta lodem.